# Кінг-Конг живий
«Кінг-Конг живий» (англ. King Kong Lives) — кінофільм, продовження фільму «Кінг-Конг» 1976 року. Показувався в Японії як «Кінг-Конг 2».

## Сюжет
Кінг-Конга збираються оперувати (йому імплантують нове штучне механічне серце). Потрібна кров такої ж групи як і в нього, але він єдиний в своєму роді. Тоді мандрівник Мітчелл вирушає на острів Борнео і привозить звідти таку ж велику мавпу породи Конго, але жіночої статі, її називають Леді-Конг. Після операції самицю заховали в бункері військові, на чолі яких полковник Невітт (Джон Ештон). Конг втікає з лікарні і рятує самку. Декілька разів їх ловили. Конг вирішує влаштувати війну. Він напав на караульних солдатів. Почалась війна. В самий розпал війни самиця народжує дитинча. Конг гине, але йому вдається наостанок роздавити полковника Невітта і обійняти свого сина. Самицю із сином Конга відвозять на Борнео. Син виростає і стає таким же, як його батько.

## У ролях
- Лінда Гамільтон — Емі Франклін
- Брайан Кервін — Генк Мітчелл
- Джон Ештон — полковник Невітт
- Пітер Елліотт — Кінг-Конг
- Джордж Ясумі — леді Конг
- Бенджамін Кечлі — малюк Конг
- Пітер Майкл Гетц — доктор Ендрю Інгерсолл
- Френк Мераден — доктор Бенсон Г'юз
- Марк Клемент
- Джиммі Рей Вікс — майор Піт

## Реакція
«Кінг-Конг Живий» отримав практично винятково негативні відгуки критиків. Американський кінокритик Роджер Іберт сказав: «Проблема усіх, зайнятих у фільмі в тому, що вони знімаються в нудному фільмі. І вони всі знають, що знімаються в нудному фільмі. І ніхто з них не в силах зробити над собою хоча б якесь зусилля».
Недивлячись на рекламну кампанію, фільм повністю провалився в прокаті, заробивши усього 4,7 мільйонів доларів. Актор Пітер Майкл Гетц за результатами прокату отримав чек на 3 цента. Він приколов чек степлером до афіші фільму в своєму будинку і так і не перевів його в готівку.